# Fronta an-Nusrá
Fronta Fatah aš-Šám (arabsky جبهة فتح الشام‎, Džabhat Fatah aš-Šām, česky „Fronta dobytí Sýrie“), známá víc pod svým starým názvem Fronta an-Nusrá (arabsky جبهة النصرة لأهل الشام‎, Džabhat an-Nuṣrah li-Ahli aš-Šām, česky „Fronta podpory pro lid Levanty“, anglická zkratka JaN), zkráceně jen an-Nusrá, který používala do července roku 2016, byla syrská povstalecká a teroristická organizace účastnící se občanské války v Sýrii s napojením na teroristickou síť Al-Káida. Původně se až do července 2016 jednalo o oficiální syrskou odnož Al-Káidy, tehdy se obě organizace formálně rozdělily. V roce 2017 byla an-Nusrá přejmenovaná na Frontu Fatah aš-Šám sloučena s jinými skupinami, které daly vznik organizaci Haját Tahrír al-Šám.
Hlavním cílem organizace an-Nusry bylo vytvoření islamistického státu na území Sýrie. Jejím vůdcem byl Abú Muhammad Džulání. Mezi její další předními členy patříl Majsar Alí Músa Abdalláh Džuburí, Anás Hasan Chatáb či Farúk Tajfúr.
Fronta an-Nusrá bojovala proti syrské vládě i proti organizaci Islámský stát (IS), rovněž odnoži Al-Káidy, která si v Sýrii kladla podobný cíl jako ideologie an-Nusry. Příležitostně an-Nusrá spolupracovala s Islámským státem v boji proti syrské vládě.

Vlajka an-Nusry (2012–2016)

Dne 11. prosince 2012 ji Spojené státy americké zařadily na seznam teroristických organizací, v květnu 2013 tak učinila i Rada bezpečnosti OSN.
V roce 2017 Fronta Fatah aš-Šám zanikla sloučením se skupinami Ansar al-Dín, Jayš al-Sunna, Liwa al-Haqq a hnutí Nour al-Dín al-Zenki, z nichž dne 28. ledna 2017 vznikla nová organizace Haját Tahrír-al Šám.

## Historie
V roce 2015 Saúdská Arábie, Turecko a Katar podporovaly zbraněmi, penězi a volnou cestou přes turecké území povstalce z Fronty an-Nusrá. Dne 24. listopadu 2015 byl tureckou F-16 sestřelen ruský bombardér Su-24, který poskytoval vzdušnou podporu vojákům syrské armády v boji proti Frontě an-Nusrá a Brigádě syrských Turkmenů v syrské provincii Lázikíja.
An-Nusrá masakrovala příslušníky syrských menšin a nutila je konvertovat k islámu. Skupina byla také podezřelá z chemických útoků. Pachatel střeleckého útoku z kalifornského San Bernardina Syed Farook byl údajně v kontaktu s An-Nusrou.
An-Nusrá se odmítla připojit k příměří vyhlášenému v Sýrii dne 27. února 2016, do kterého se zapojily jak vládní síly, tak mnohé opoziční skupiny.

## Skupina Chorásán
Skupina Chorásán byla malá elitní jednotka ozbrojenců pod an-Nusrou. Tvořili ji zejména zkušení veteráni na území Sýrie z teroristické sítě Al-Káida, ale byli mezi nimi i bojovníci, kteří prošli bojovými operacemi v Afghánistánu a Pákistánu.